# Leggende sugli sciamani siberiani
Le Leggende sugli sciamani siberiani è un saggio di Luciana Vagge Saccorotti, ricercatrice e studiosa dei popoli aborigeni artici e subartici.
Le leggende descritte in questo saggio hanno come protagonisti gli antichi sciamani, con le loro credenze, le pratiche religiose, le tecniche magico-rituali, estatiche ed etnomediche riscontrabili nella cultura e nella tradizione siberiana.

## Introduzione
Nell'introduzione del saggio l'autrice descrive lo sciamanesimo siberiano; l'origine storica russo-tungusa del termine sciamano; le caratteristiche storico-geografiche di quattro popoli della famiglia linguistica altaica (gli Jakuti, i Buriati, la tribù tungusa degli Evenki e gli Altaici); la vocazione sciamanica; la funzione degli spiriti ausiliari degli sciamani; i costumi indossati, i copricapi e gli oggetti ornamentali; gli strumenti utilizzati come i tamburi, gli specchi e i bastoni; le funzioni principali degli sciamani, come la guarigione del malato e l'accompagnamento dell’anima del defunto nel regno dei morti. 

## Riassunto dei capitoli

### Capitolo 1 - (Testimonianze sulla divinizzazione degli sciamani).
L'autrice descrive il rinnovo della sepoltura degli sciamani. Il cadavere è posizionato nel cavo di un ceppo di un albero e le sue ossa devono essere alzate tre volte nel corso del tempo, ogni volta che muore un parente dello sciamano, prima di essere definitivamente sotterrate. Il rito prevede il sacrificio di un animale, come un cavallo o una mucca.

### Capitolo 2 - (Miti sulla nascita degli sciamani).
Il mito sullo sciamano "Džannaj-Byčykyj" narra dell'incontro tra una fanciulla ed il primogenito di un'antica divinità iacuta che vive nel Mondo di Sopra, a cui segue il concepimento di due bambini, futuri sciamani. Il fratello minore viene ucciso dallo spirito del vaiolo che invece viene sopraffatto in un combattimento dal fratello maggiore. Dopo questa sconfitta lo spirito promette di non diffondersi più tra il popolo.
Il mito sullo sciamano "Abaasy-Ojuna" descrive il suo aspetto deforme avuto alla nascita. Sin dall'infanzia diventa sciamano ed esegue le sedute verso lo spirito che danneggia irreparabilmente i vitelli, durante le quali prega lo spirito di sua madre in grado di impedire o meno la diffusione delle malattie tra gli animali. Dopo la sua morte lo sciamano viene visto dalla gente volare e suonare il tamburo.

### Capitolo 3 - (L'idea della discendenza divina).
La leggenda "Il figlio del Dio Uluu-Tojon" racconta come il protagonista diventi ladro di cavalli dopo aver ascoltato il canto di una voce femminile proveniente da una nuvola e aver ricevuto dal cielo alcune lunghe redini, tramite le quali cattura gli animali.
La leggenda "Il figlio di un Dio Bianco e quello di un Dio Nero" si basa sui rapporti fra due famiglie benestanti, che si accordano per un matrimonio. Il padre della sposa però esige in dono una grande dote, comprendente anche uno stallone. Proprio il possesso di questo stallone causa disgrazie tra le due famiglie e conflitti tra le divinità.

### Capitolo 4 - (La malattia e il delirio degli sciamani).
Nella leggenda "Il posseduto dagli spiriti degli sciamani" il narratore iacuto descrive la febbre alta causata dalla sua malattia, durante la quale incontra due sciamani che lo fanno viaggiare, danzando, verso il Mondo di Sopra, che è paradisiaco. Nel Mondo di Sopra gli spiriti constatano il degrado del Mondo di Mezzo (la terra) e decidono di purificarlo grazie all'invio di numerosi sciamani. Una volta terminata la benedizione degli sciamani, il protagonista guarisce dalla malattia.
Altri racconti narrano le follie, le crisi di canto isterico degli sciamani ammalati, a causa della discesa degli spiriti dei loro antenati, che entrano nei corpi degli sciamani.
In base ad alcune leggende lo sciamano malato per guarire deve pagare un riscatto che consiste nella morte di alcuni suoi consanguinei.
Altre leggende narrano che lo sciamano malato, durante uno stato simile al sonno, osserva il rito della dissezione e spartizione del suo corpo, e guarisce solamente quando il suo corpo è stato distribuito ai demoni e agli spiriti maligni.

### Capitolo 5 - (L'albero, gli animali e gli uccelli nei miti degli sciamani).
Le leggende ci informano che gli sciamani vengono allevati sugli alberi da un archetipo-animale chiamato "madre-animale", che gli appare alla nascita, durante la dissezione del suo corpo e alla morte. Più forte è lo sciamano, più in alto viene allevato sull'albero. La fase della dissezione del corpo stabilisce quali malattie potrà guarire, in futuro, lo sciamano durante le sue sedute. La "madre-animale" può essere, a seconda della tradizione, un uccello, un alce, un capriolo, un orso, un toro o una renna.

### Capitolo 6 - (L'iniziazione degli sciamani).
Le leggende sulle iniziazioni degli sciamani ci portano a conoscenza di come debba essere istruita l'anima del futuro sciamano dal maestro. Il futuro sciamano viene condotto nel Mondo di Sotto dove vede le strade che conducono alle fonti di tutte le malattie. Dopo essere stato nel Mondo di Sopra avviene il rito della dissezione del suo corpo. Gli sciamani devono essere iniziati grazie all'aiuto degli spiriti maligni o di quelli benigni.

### Capitolo 7 - (Leggende sugli antichi sciamani).
La leggenda intitolata "Lo sciamano Syngaaga-Suoch" narra che il protagonista è chiamato "lo sciamano senza mascelle" perché viene catturato per ben tre volte e fatto a pezzetti da un malintenzionato e miracolosamente risuscita, ma al posto delle sue mascelle bruciate gli vengono inserite quelle di un vitello. Questo sciamano ha vissuto a lungo ed in punto di morte ha chiesto di essere portato alle foci del fiume Botoma (affluente del Lena) dove è morto. Ancora oggi, secondo la leggenda, gli abitanti di Botoma cercano di non incitare le mucche a muggire per timore di attivare lo spirito dello sciamano.
La leggenda intitolata "Lo sciamano Bjukes-Jullejeen" narra che durante un terribile temporale il protagonista, che fino ad allora aveva avuto una vita normale, viene colpito da un fulmine e ridotto in briciole. Sembrava morto, ma invece dopo poco tempo si mostra, a suo dire risorto, in bella forma grazie al dio del tuono e del fulmine Sjujule-Chaan. Il Dio ha dissezionato il suo corpo e lo ha fatto rinascere sciamano. Bjukes-Jullejeen aveva un fratello anche lui sciamano ed era figlio di un altro leggendario sciamano.

### Capitolo 8 - (I miracoli degli sciamani).
La leggenda "I miracoli dello sciamano Kjustech" narra delle apparizioni di un fuoco realizzato dallo sciamano, e caratterizzato dalla funzione di indicare la strada da percorrere alle persone che si erano perse ed erano infreddolite. Lo sciamano ha guarito, secondo la leggenda, un malato di mente toccandogli il corpo con il mazzuolo del tamburo.
Nei "I miracoli degli sciamani Kačikat e Solkolloch" gli sciamani camminano sulle acque del fiume Lena e guariscono un malato posseduto dagli spiriti.
"I miracoli dello sciamano Čuučugus" descrive la risurrezione di una donna di Jakutsk. Anche la leggenda "La resurrezione dei morti" ci informa sulla risurrezione di un uomo di Jakutsk.
La leggenda "La guarigione dalla sterilità" ci mette a conoscenza delle invocazioni e preghiere degli sciamani a numerose divinità per guarire dalla sterilità una donna sessantenne.
Nel "Rito per suscitare la passione sessuale" lo sciamano si rivolge agli spiriti della Terra per inviare alle donne, partecipanti alla seduta, la forza della passione sessuale e della riproduzione.

### Capitolo 9 - (Analogie buriate e tunguse).
Gli sciamani buriati vengono istruiti dagli spiriti degli antenati, dopodiché la carne dei futuri sciamani viene cotta per agevolare il trasferimento delle conoscenze.
I tungusi si ammalano di malattie mentali prima di diventare sciamani, ed in questa fase gli spiriti degli sciamani morti dissezionano il corpo del futuro sciamano e lo mangiano crudo.

### Capitolo 10 - (La Kamlan'e e altri riti sciamanici).
Il capitolo descrive la fasi di una seduta sciamanica (Kamlan'e), dalla vestizione al suono del tamburo in un crescendo di ritmo e intensità, dai canti, salti e balli con i quali lo sciamano viaggia verso il cielo alle preghiere. In questa tecnica dell'estasi raggiunge l'ultimo livello e viene a conoscenza della decisione del Dio supremo e del sacrificio da fare per guarire il malato, oltreché di informazioni sugli avvenimenti futuri.